# Volksabstimmungen in der Schweiz 1874
Dieser Artikel bietet eine Übersicht der Volksabstimmungen in der Schweiz im Jahr 1874.
In der Schweiz fand auf Bundesebene eine Volksabstimmung statt, im Rahmen eines Urnengangs am 19. April. Es handelte sich dabei um ein obligatorisches Referendum.

## Abstimmung am 19. April 1874

### Ergebnis
| Nr. | Vorlage                            | Art | Stimm- berechtigte | Abgegebene Stimmen | Beteiligung | Gültige Stimmen | Ja      | Nein    | Ja-Anteil | Nein-Anteil | Stände | Ergebnis |
| --- | ---------------------------------- | --- | ------------------ | ------------------ | ----------- | --------------- | ------- | ------- | --------- | ----------- | ------ | -------- |
| 12  | Totalrevision der Bundesverfassung | OR  | k. A.              | k. A.              | k. A.       | 538'212         | 340'199 | 198'013 | 63,21 %   | 36,79 %     | 13½:8½ | ja       |

### Totalrevision der Bundesverfassung
Die Ablehnung der zentralistisch geprägten Totalrevision der Schweizer Bundesverfassung 1872 war sehr knapp ausgefallen, weshalb die Revisionsbefürworter sogleich einen zweiten Anlauf starteten. Eine im Dezember 1872 von beiden Kammern des Parlaments überwiesene Motion forderte den Bundesrat auf, einen neuen Verfassungsentwurf auszuarbeiten. Dieser lag im Juli 1873 vor und kam den vor allem aus der Romandie stammenden Föderalisten entgegen, indem er die Bundeskompetenzen in den Bereichen Armee, Recht und Schule gegenüber der Vorlage von 1872 zurückschraubte. So sollte die angestrebte Rechtsvereinheitlichung vorerst auf den wirtschaftlichen Bereich, die Niederlassungsfreiheit, die Glaubens- und Gewissensfreiheit sowie Belange des Zivilstandes beschränkt bleiben. Um die Demokraten zufriedenzustellen, hielt das Parlament an der bereits zwei Jahre zuvor beschlossenen Einführung des fakultativen Referendums fest. Andererseits sollten, geprägt durch den damaligen Kulturkampf, mehrere konfessionelle Ausnahmeartikel den Machtanspruch der Römisch-katholischen Kirche in die Schranken weisen. Dazu gehörten unter anderem ein Verbot der Jesuiten und der Errichtung neuer Klöster. Während die Föderalisten mit dem Entwurf zufrieden waren und diesen nun unterstützten, stiess er bei den Katholisch-Konservativen auf heftigen Widerstand. Da die Befürworter einen Teil der früheren Opposition auf ihre Seite gebracht hatten, resultierte letztlich ein deutliches Volks- und Ständemehr. Die neue Verfassung trat am 29. Mai 1874 in Kraft und galt bis Ende 1999, wobei ihre Grundzüge zum Teil bis heute nachwirken.